# 尼子就易
尼子 就易（あまご なりやす）／佐々木 就易（ささき なりやす）は、江戸時代初期の長州藩士。尼子氏8代当主。実父は宍道就兼、母は尼子倫久の娘。母方の伯父である尼子氏7代当主・尼子元知の養子となる。はじめは久佐孫三郎と名乗る。

## 人物
元和4年（1618年）、宍道就兼の子として生まれる。
元和8年（1622年）、母方の伯父である尼子元知が実子のいないまま病に伏せったことから、その養子となった。その後5月13日に元知が死去したため、家督を継いだ。なお、就易の曽祖父にあたる宍道隆慶の母が尼子国久の娘であるなど、宍道氏と尼子氏が縁戚関係にあったことも就易の養子入りに関係していたと思われる。
寛永元年（1624年）3月19日、毛利秀就から養父・元知の1290石余りの知行地を相続することを認められる。寛永11年（1634年）6月1日、秀就から「就」の偏諱と「九郎兵衛尉」の官途名を与えられた。
万治2年（1659年）7月11日に死去。享年42。実子は無かったため、従弟の佐々木広高が家督を継いだ。